# Prałatówka Kościoła Mariackiego w Krakowie
Prałatówka Kościoła Mariackiego – zabytkowa kamienica znajdująca się w Krakowie, w dzielnicy I Stare Miasto przy placu Mariackim 4, na rogu z ulicą Szpitalną 2, na Starym Mieście. 
Jest to jedyna zachowana wczesnobarokowa kamienica w Krakowie.
Kamienica została wzniesiona w latach 1618–1619 według projektu Macieja Litwinkowicza w miejscu dwóch wcześniejszych gotyckich domów. W 1625 zwieńczono ją attyką projektu Jana Zatorczyka. Elewacja budynku od strony placu Mariackiego ozdobiona jest sgraffitem. Nad portalem umieszczony jest herb Sulima, którym pieczętował się archiprezbiter Krzysztof Trzciński oraz łacińska sentencja "Pateat amicis et miseris" (pl. Niech będzie otwarty dla przyjaciół i biednych).
W 2013, podczas prac konserwatorskich, odkryto we wnętrzach budynku XVII-wieczne freski, przedstawiające dwunastu apostołów oraz postacie biblijne ze Starego Testamentu. Malowidła te ukryte były pod warstwą tynku i okładziną z desek.
5 kwietnia 1934 i ponownie 28 kwietnia 1973 Prałatówka została wpisana do rejestru zabytków. Znajduje się także w gminnej ewidencji zabytków.
10 grudnia 2023 roku prasa doniosła o nieprawidłowościach w remoncie budynku wbrew zaleceniom konserwatorskich.